# Andy Good Peak
Andy Good Peak är en bergstopp i Kanada.   Den ligger i provinsen Alberta, i den södra delen av landet, 2 900 km väster om huvudstaden Ottawa. Toppen på Andy Good Peak är 2 662 meter över havet, eller 266 meter över den omgivande terrängen. Bredden vid basen är 1,0 km.
Terrängen runt Andy Good Peak är kuperad österut, men västerut är den bergig.Runt Andy Good Peak är det glesbefolkat, med 13 invånare per kvadratkilometer.. Närmaste större samhälle är Bellevue, 15,7 km öster om Andy Good Peak.
Trakten runt Andy Good Peak består i huvudsak av gräsmarker.